# Nannotrigona perilampoides
Nannotrigona perilampoides es una abeja sin aguijón que habita desde regiones costeras hasta los 1,200 metros de altitud. Se distribuye en México.
En el idioma maya de la península de Yucatán se le conoce como "Bo’ol".
Mide 4 mm.
Normalmente son tímidas y huidizas. Los nidos son cubiertos y la entrada es un tubo de cerumen blando, claro, generalmente entre 5 a 20 cm de longitud visible y perforados hacia la punta. Nidifican también en árboles vivos.
No es una especie que se emplee para la producción de miel. 